# Ilex xiaojinensis
Ilex xiaojinensis är en järneksväxtart som beskrevs av Y.Q. Wang och P.Y. Chen. Ilex xiaojinensis ingår i släktet järnekar, och familjen järneksväxter. Inga underarter finns listade i Catalogue of Life.